# Рефрактометр

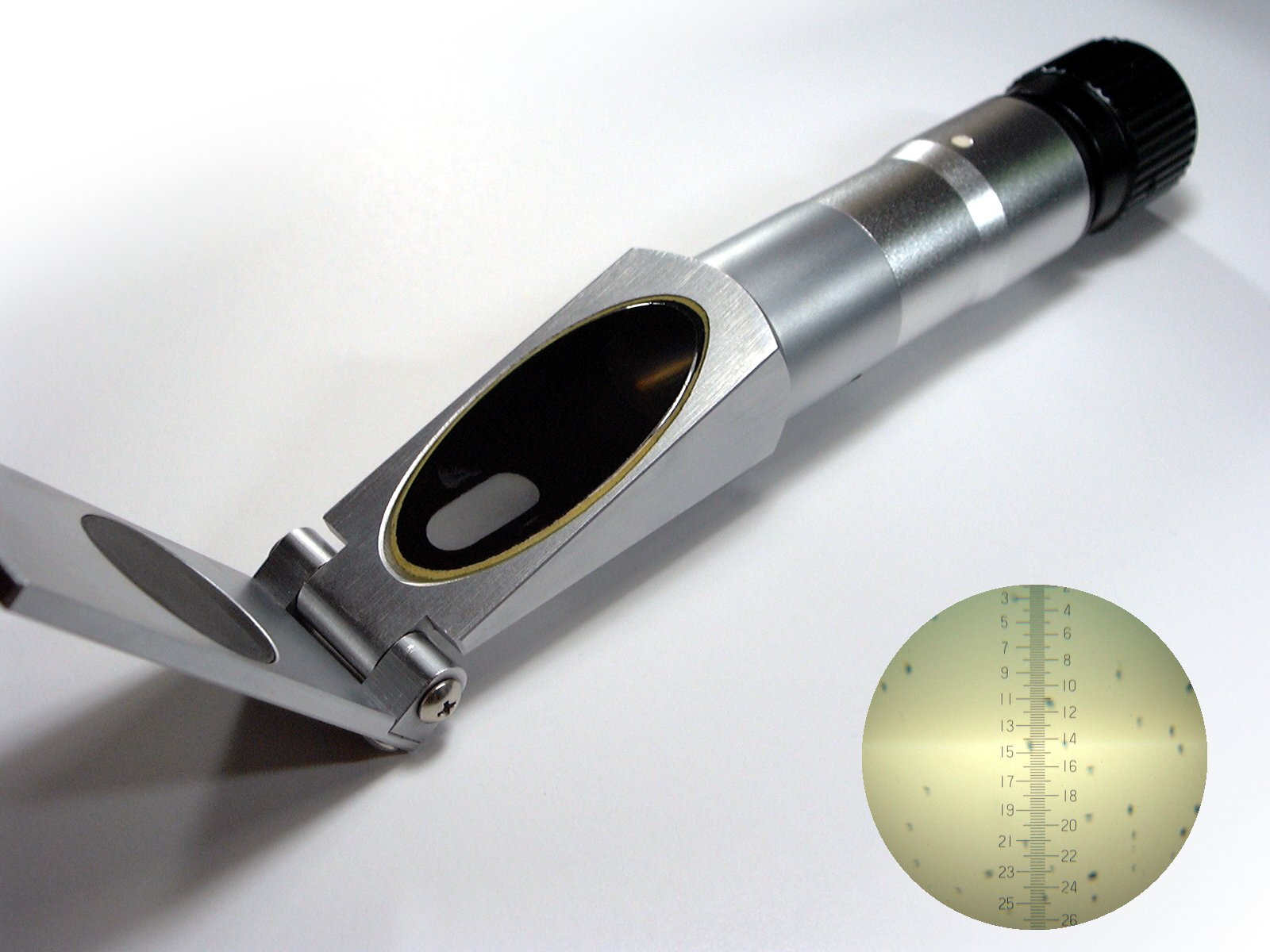
Рефрактометр

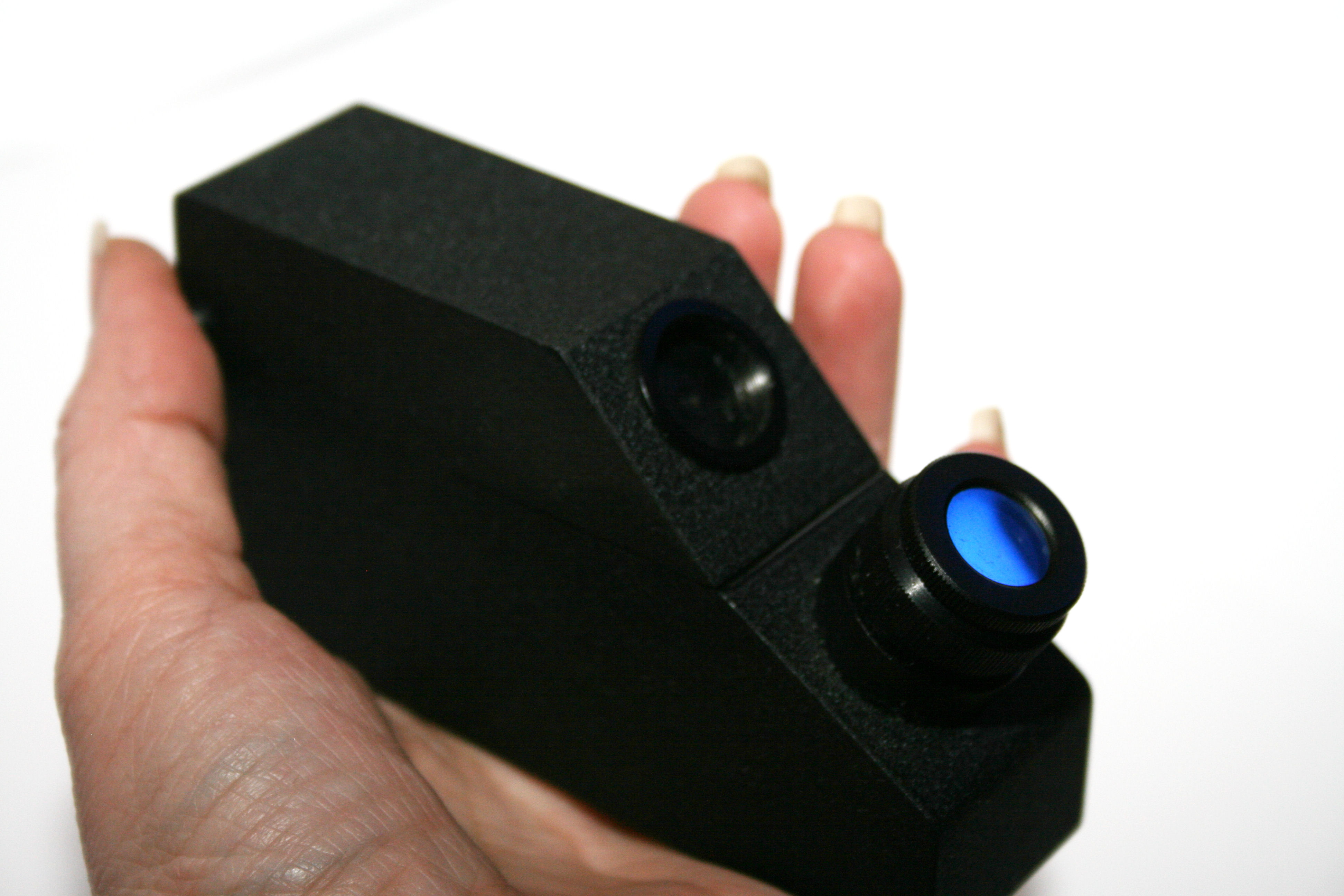
Рефрактометр портативний

Рефракто́метр — пристрій, що вимірює показник заломлення світла в середовищі. Рефрактометрія, що виконується з допомогою рефрактометрів, є одним із розповсюджених методів ідентифікації хімічних сполук, кількісного і структурного аналізу, визначення фізико-хімічних параметрів речовин.

## Типи рефрактометрів
Є чотири основні типи рефрактометрів:
- традиційний ручний рефрактометр (оснований на явищі повного внутрішнього відбиття)
- цифровий ручний рефрактометр (той же принцип що і в попередньому випадку, тільки світло зі світлодіодів фокусується на внутрішній поверхні призми)
- лабораторний, або рефрактометр Аббе;
- рефрактометр, на одній лінії з потоком рідини

## Області застосування
- Вимірювання вмісту спирту в алкогольних продуктах;
- Визначення кількості цукру і ліків в розчинах;
- Встановлення якості харчових продуктів;

Газові інтерференційні рефрактометри використовуються для визначення складу газів, зокрема для визначення  вмісту горючих газів в повітрі шахт, пошуку витоку в мережах газопроводів і т.д.